# Ivana Spagna
Ivana Spagna (Valeggio sul Mincio, 1956. december 16. –) olasz énekesnő és dalszövegíró, aki karrierje során 10 millió lemezt adott el.

## Élete
Zenei karrierje az 1980-as évek évek közepén kezdődött, amikor kezdetben angol nyelvű dalokat írt. Az első kislemeze Easy Lady címmel 1987-ben jelent meg, és nagy sikerű lett Európában, egy évvel később megjelent a Call me című dala, ami a másik legismertebb dala lett. Ez a dal lett később az azóta megszűnt Parabola című műsor főcímdala. Ő is részt vett a sanremói fesztiválon 1996-ban és 2006-ban.

## Lemezek
- Dedicated To The Moon (1987)
- You Are My Energy (1989)
- No Way Out (1991)
- Spagna & Spagna: Greatest Hits (1993)
- Matter Of Time (1993)
- Siamo In Due (1995)
- Lupi Solitari (1996)
- Indivisibili (1997)
- E che mai sarà: le mie più belle canzoni (1998)
- Domani (2000, Italian)
- La nostra canzone (2001)
- Woman (2003)
- L'arte di arrangiarsi (2004)
- Diario Di Bordo (2005)
- Diario di bordo - Voglio sdraiarmi al sole (2006)

## Külső hivatkozások
- Hivatalos honlap
- a Call me című dala, egy műsorban